# Наша ера
Наша ера, н. е. — період часу, починаючи з 1 року за Григоріанським календарем, поточна хронологія.
Назву також вживають у християнській формі «від Різдва Христового», скорочений запис — «від Р. Х.». Ці записи хронологічно еквівалентні та не вимагають конвертації або введення нульового року.

### Сучасне християнське літочислення
У всіх державах Європи та більшості країн світу сучасне літочислення нашої ери, включно з XXI століттям та 3-м тисячоліттям ведеться від Різдва Христового і в деяких країнах досі позначається латинською фразою Anno Domini, або скорочено: A.D./AD. Повністю фраза звучить: лат. Anno Domini Nostri Iesu Christi (в рік Господа нашого Ісуса Христа). За таким літочисленням нульового року немає, тому 1 рік AD (нової ери) йде відразу ж після 1 року до Різдва Христового (до нової ери). В українській мові вживається відповідник «рік Божий», «року Божого» (р. Б.).

## Сучасний світ
Наразі в англійській мові набуває більшого поширення позначення CE (англ. Common Era або англ. Current Era, відповідно Загальна ера або Поточна ера) для позначення нашої ери та BCE — для подій до н. е (літерою В позначається англійське слово before — до). Раніше дане скорочення мало розшифровку англ. Christian Era — християнська ера та використовували паралельно з вищенаведеними.